# الهوفت
الهوفت (به آلمانی: Ellhöft) یک شهر در آلمان است که در نوردفرایسلند واقع شده‌است. الهوفت ۱۲۲ نفر جمعیت دارد.